# NGC 5426
NGC 5426 је спирална галаксија у сазвежђу Девица која се налази на NGC листи објеката дубоког неба.
Деклинација објекта је - 6° 4' 8" а ректасцензија 14h 3m 24,9s. Привидна величина (магнитуда) објекта NGC 5426 износи 12,1 а фотографска магнитуда 12,8. Налази се на удаљености од 35,9000 милиона парсека од Сунца. NGC 5426 је још познат и под ознакама MCG -1-36-4, UGCA 380, VV 21, ARP 271, PGC 50083.